# Fixace úrokové sazby
Fixace úrokové sazby u hypotečního úvěru je časový úsek, po který je úroková sazba neměnná. Po ukončení fixace se úroková sazba mění dle aktuálních hodnot trhu. Novou úrokovou sazbu, délku fixace, délku splatnosti hypotečního úvěru, atd. lze zpravidla v tento okamžik vyjednávat s věřitelem (bankou).

## Varianty fixace úrokových sazeb

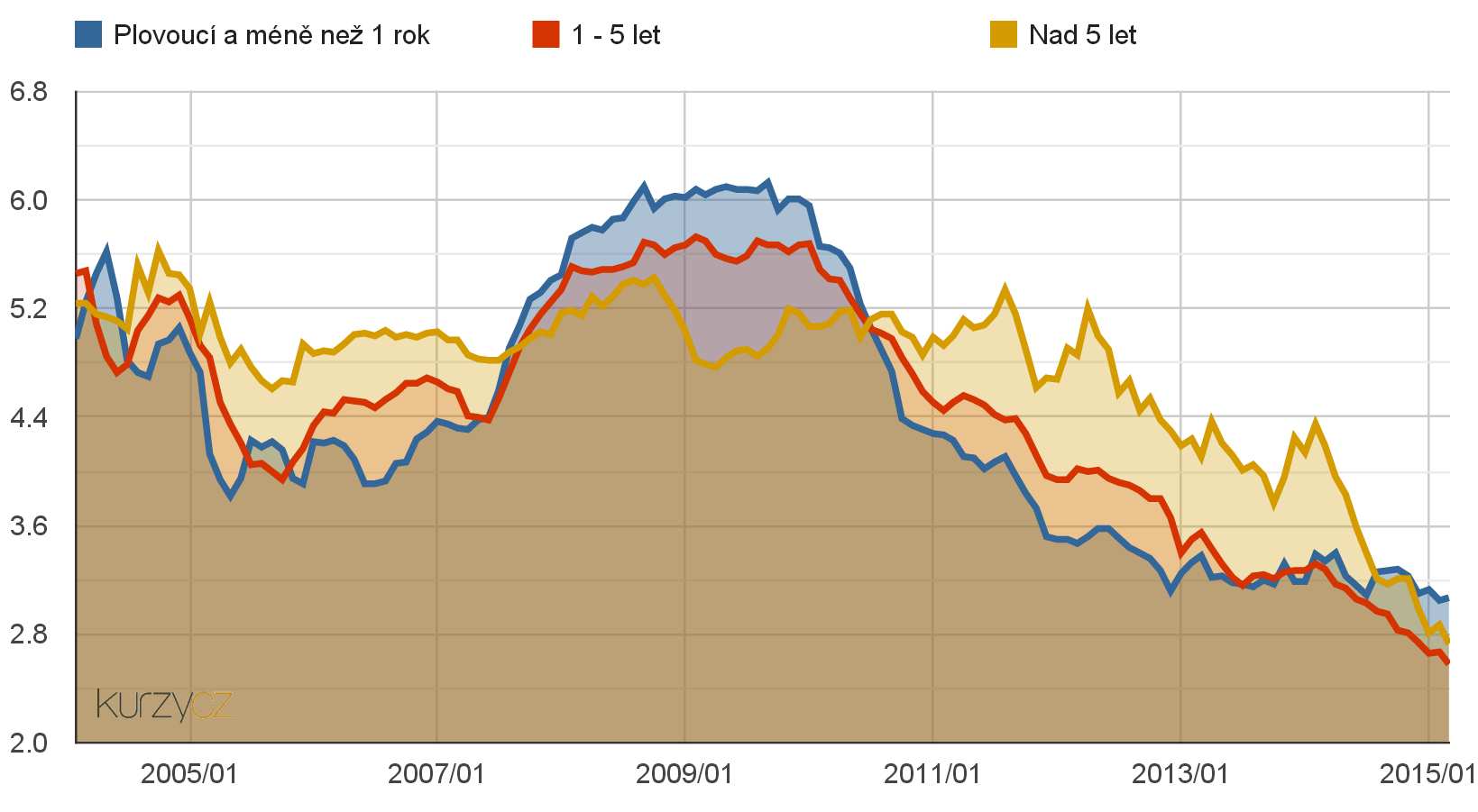
Úrokové sazby úvěrů dle fixace

V České republice jsou obvyklé následující fixace úrokových sazeb:
- Jednoleté
- Tříleté
- Pětileté
- Ostatní

Zvláštní kategorií jsou hypoteční úvěry s variabilní úrokovou sazbou, kde nedochází k zafixování úrokové sazby na určité období, ale výše úrokové sazby je upravována každý měsíc.
V následující tabulce je uveden podíl počtu poskytnutých hypotečních úvěrů podle fixace úrokové sazby.
| Fixace     | Procento poskytnutých hypoték (data z července 2011) |
| ---------- | ---------------------------------------------------- |
| Pětileté   | 43 %                                                 |
| Tříleté    | 44 %                                                 |
| Jednoleté  | 4 %                                                  |
| Variabilní | 7 %                                                  |
| Ostatní    | 2 %                                                  |